# جس استون: یخ نازک
جس استون: یخ نازک (انگلیسی: Jesse Stone: Thin Ice) یک تله‌فیلم درام، جنایی و معمایی آمریکایی محصول سال ۲۰۰۹ به کارگردانی رابرت هارمون با بازی تام سلک، کتی بیکر و کوهل سودات است. این فیلم بر اساس شخصیت‌های سری کتاب‌های جسی استون خلق‌شده توسط رابرت بی پارکر، فیلم دربارهٔ رئیس پلیس یک شهر کوچک نیوانگلند است که در مورد نامه‌ای مرموز که به مادر کودک ربوده‌شده‌ای که مرده اعلام شده بود، تحقیق می‌کند. این داستان که در لوکیشنی در نوا اسکوشیا فیلمبرداری شده‌است، در شهر ساختگی پارادایس، ماساچوست می‌گذرد. جس استون: یخ نازک پنجمین فیلم از مجموعه‌ای از نه فیلم تلویزیونی است که بر اساس شخصیت‌های رمان‌های جس استون اثر پارکر ساخته شده‌است. این فیلم جایزه انجمن فیلمبرداران آمریکا را برای دستاورد برجسته در فیلمبرداری و همچنین جایزه انجمن سینماگران کانادا را برای بهترین فیلمبرداری درام تلویزیونی برای رنه اوهاشی دریافت کرد.

## داستان فیلم
رئیس پلیس یک شهر کوچک در نیواگلند مشغول بررسی یک نامهٔ مرموز است که به مادر یک کودک ربوده شده ارسال شده‌است.

## بازیگران
- تام سلک
- کتی بیکر
- لسلی هوپ
- ویلیام دیون
- جسیکا هکت
- ویلیام سدلر[۱]